# Очеретянка (Пулинский район)
Очере́тянка (укр. Очеретянка) — село в Пулинском районе Житомирской области Украины.

## География
Село Очеретянка расположено в центральной части Житомирской области, в междуречье Тии и Теньки. Занимает площадь 2,885 км².

## История
Село известно с 1648 года.

## Население
Население по переписи 2001 года составило 828 человек.

## Местный совет
Очеретянка — административный центр Очеретянского сельского совета.
Адрес местного совета: 12013, Житомирская область, Пулинский р-н, с. Очеретянка, ул. Ленина, 36.